# Oecetis tampoloensis
Oecetis tampoloensis är en nattsländeart som beskrevs av Randriamasimanana och Francois-Marie Gibon 1999. Oecetis tampoloensis ingår i släktet Oecetis och familjen långhornssländor. Inga underarter finns listade i Catalogue of Life.